# Halizonen
Halizonen (altgriechisch Ἁλιζῶνες Halizones) ist in Homers Epos Ilias die Bezeichnung eines Volks, das sich am Trojanischen Krieg auf Seiten der Trojaner beteiligte und vom Dichter offenbar an der Schwarzmeerküste Nord-Kleinasiens verortet wird.
Homer nennt das „ferne Alybe“ als wichtige Region oder Stadt der Halizonen. Sie sei der Herkunftsort des Silbers. Angeführt werden die Halizonen durch Odios und Epistrophos und unterstützen die Trojaner bei der Verteidigung ihrer Stadt. Sie gelten als die am weitesten im Osten lebenden Verbündeten der Trojaner. Odios wird im Laufe des Kriegs durch Agamemnon getötet.
Strabon versuchte die Halizonen bzw. Alybe mit den Chalybern zu verbinden. Auch in der modernen Forschung ist eine Gleichsetzung mit den Chalybern, die zumeist im nordöstlichen Anatolien lokalisiert werden, des Öfteren vorgeschlagen worden. Diese ist jedoch umstritten. Bereits frühe Scholien zu Homer verorteten die Halizonen im Pontos-Gebiet, ein spätes dagegen sah die Halizonen als thrakischen Stamm an. Auch eine Verbindung von Halizonen bzw. Alybe mit dem Halys, dem heutigen Fluss Kızılırmak, wurde erwogen. Im Bereich des Halys wurden zwar Silberfunde an verschiedenen Orten gemacht, deren Datierung jedoch unsicher ist und die nicht unbedingt ein Indiz sein müssen, dass diese Region vor oder während der Zeit Homers ein wichtiger Silberlieferant war. Auch eine etwaige Verbindung mit den Hethitern, zu deren Kernland ein Teil der Halysregion gehörte, wurde erwogen.